# Качаник (община)
Община Качаник (на албански: Komuna e Kaçanikut; на сръбски: Општина Качаник или Opština Kačanik) се намира в Южно Косово, близо до границата със Северна Македония. Има площ от 221 км² и население 33 454 души (2011). Административен център на общината е град Качаник. През септември 2005 година на територията на община качаник е образувана новата пилотна общинска единица Елезки хан във връзка с децентрализацията, осъществявана според директивата на ЮНМИК за „реформа на местното самоуправление и публична администрация в Косово“. През август 2008 г. пилотната общинска единица Елезки хан е преобразувана в отделна община.

## География

### Населени места
Община Качаник се състои от 30 население места:
| - Баница - Белограце - Бичевац - Боб - Вата - Въртолница - Гайре - Глобочица - Габрица - Горна Гърлица | - Джурджев дол - Доганович - Дреноглава - Дура - Елеза - Ивая - Качаник - Корбулич - Котлина - Ковачевац | - Ника - Никовце - Река - Рунево - Семане - Слатина - Сопотница - Стагово - Стари Качаник - Стража |